# Morski plodovi
Morski plodovi su bilo koji oblik morskog života koji ljudi smatraju hranom. Primarno uključuje ribe i školjke.
U školjke se ubrajaju razne vrste mekušaca, rakova i bodljikaša. Nekada su morski sisavci kao što su kitovi i dupini također bili konzumirani kao hrana, a ovo se u moderno doba sve rjeđe događa. Jestive morske biljke, kao što su neke morske trave i mikroalge, često se jedu širom svijeta — pogotovo u Aziji. U Sjevernoj Americi i u Ujedinjenom Kraljevstvu, naziv morski plodovi (eng. seafood) koristi se i za slatkovodne organizme koji se jedu, tako da se svi vodeni živi organizmi mogu smatrati morskim plodovima.
Kultivacija i uzgajanje hrane iz mora naziva se akvakultura ili ribogojstvo u slučaju riba. Morski plodovi važan su izvor proteina širom svijeta, pogotovo u priobalnim područjima.
Većinu morskih plodova konzumiraju ljudi, ali značajan dio koristi se i kao hrana za ribe u ribnjacima ili na drugim životinjskim farmama. Tako se plodovi indirektno koriste za proizvodnju druge hrane. Produkti kao što je riblje ulje i spirulina također se dobivaju iz morskih plodova. Neki se koriste za hranjenje organizama u akvarijima ili kućnih ljubimaca (npr. mačaka), a određeni čak i u medicini ili za industrijske neprehrambene svrhe (koža).

## Galerija
- Losos
- Školjka morsko uho
- Obična hobotnica
- Meduza na salatu